# 西奥多·羅斯福國家公園
西奥多·羅斯福國家公園（英語：Theodore Roosevelt National Park），是一座美國國家公園，位於美國的北達科他州。這個國家公園的命名是為了紀念對美國水土保持有極大貢獻的西奥多·羅斯福總統。國家公園的腹地有285平方公里，並分布於三個不相連的區塊，分別是：北區，南區，鹿角農場區。由於地處偏僻，西奥多·羅斯福國家公園屬於遊客較少造訪的公園。
西奥多·羅斯福總統在年輕尚未當上總統的時候曾經獨自一人造訪這個偏僻的荒野，在這裡打獵，也自己建造了一座小農莊。西奥多·羅斯福在他的筆記本中寫道這段時日是影響他日後成為總統的重要歷練。這塊地點先後被劃為野生動物保留區和國家紀念公園，最後終於在1978年成立為國家公園。
此國家公園主要的景觀是惡地地形及北美大草原。園區內有豐富的生態系，動物包括美洲野牛、叉角羚、大角羊、野馬、草原犬鼠、野生火雞、金雕等等。